# Aralia dasyphylla
Aralia dasyphylla es una especie del género Aralia de la familia Araliaceae. Es endémica en China, Vietnam, Malasia e  Indonesia.

## Descripción
Son arbustos o árboles pequeños, que alcanzan un tamaño de 1,5-10 m de altura, andromonoica. Ramas con espinas cortas y rectas menos de 6 mm. Hojas 2-pinnado compuesto, con un par de foliolos accesorios en cada división del raquis, pecíolos de más de 30 cm, densamente tomentosas amarillo-marrón y espinosas o desarmadas; peciólulos de 0-5 mm; foliolos 7-9 por pinna, ovadas a ampliamente oblongas, 5.5-15.5 × 3-10 cm, subcoriáceas, envés densamente tomentosos, densamente pubescentes adaxialmente, venas secundarias 7-14 pares, prominentes abaxialmente, subconspicuous adaxialmente, venas terciarias de base visible, redondeadas a subcordadas, margen mucronado-serrulado, ápice agudo a acuminadas. Inflorescencia en panícula terminal de cabezas o umbelas densas y sin armas; eje principal hasta aprox. 60 cm, 40-65 cm ejes secundarios, densamente tomentosos amarillo-marrón; ejes terminados con una umbela terminal de flores bisexuales y 1 a varias umbelas laterales de flores masculinas; brácteas persistentes, oblongas, de 3 mm; umbelas con 7-12-flores; pedicelos 0.5-2 cm o flores sésiles en la cabeza. Fruto globoso a subglobosos, 3-4 mm de diámetro;. Persistente estilos, radiante. Fl. agosto-octubre, fr. octubre a diciembre.

## Propiedades
En la planta entera hay triterpenoides y glicósidos con efectos  hipoglicémicos. 

## Taxonomía
Aralia dasyphylla fue descrita por Adrien René Franchet y publicado en Flora van Nederlandsch Indië 1(1): 751. 1855.
Etimología
Aralia: nombre genérico que deriva de la latinización de la antigua palabra franco-canadiense o india americana aralie.
dasyphylla: epíteto latino que significa "con hojas vellosas".
Sinonimia
- Aralia beccarii Ridl.
- Aralia chinensis Blume
- Aralia dasyphylla var. latifolia Miq.
- Aralia dasyphylla var. strigosa Miq.
- Aralia javanica Miq.[5][6]